# Moduł CI
Moduł CI (ang. Common Interface) – urządzenie umożliwiające odbiór programów płatnych, kodowanych w określonym systemie, np. Conax, Nagravision, Mediaguard, Viaccess i innych, jednakże nieudostępniające bezpośrednio płatnych kanałów z karty abonenckiej. Element systemu dostępu warunkowego.

## Podział ze względu na budowę
- moduły wewnętrzne – wbudowane w odbiorniku satelitarnym lub odbiorniku cyfrowej telewizji naziemnej (zintegrowane z płytą główną odbiornika);
- moduły zewnętrzne – w postaci niewielkiej metalowej płytki (karty PCMCIA) wsuwanej w tzw. gniazdo CI odbiornika, który wyposażony jest w takie gniazdo.

## Podział ze względu na rodzaj
- moduły przeznaczone do obsługi jednego, ściśle określonego systemu kodowania;
- moduły uniwersalne (wielosystemowe) – obsługujące kilka różnych systemów kodowania.

## Zastosowanie
Moduły CI, zwłaszcza wewnętrzne, najczęściej spotykane są w dedykowanych dekoderach satelitarnych platform cyfrowych oraz w dekoderach telewizji kablowej i naziemnej.